# Basilique Santa Maria Immacolata de Gênes
La basilique Sainte Maria Immacolata est une basilique religieuse du quartier génois de Castelletto (it). Elle est un des plus grands exemples de style néo-Renaissance de la ville.

## Historique
Elle a été la première église à être dédiée à l'immaculée Conception après que le 8 décembre 1854, le pape Pie IX en a proclamé le dogme.
L'édifice a subi des dommages considérables à cause de bombardements aériens pendant la Seconde Guerre mondiale en novembre 1942 et août 1943.
Sa principale valeur est donnée par la façade, médaillée de décorations précieuses, marbres, sculptures et mosaïques. L'intérieur est en croix grecque avec trois amples nefs  et huit chapelles.
Les éléments décoratifs particuliers sont un crucifix en bois du XVIIe siècle de Giambattista Gaggini, les fresques de Nicolò Barabino représentant la Sainte Vierge du chapelet, saint Dominique et sainte Catherine.

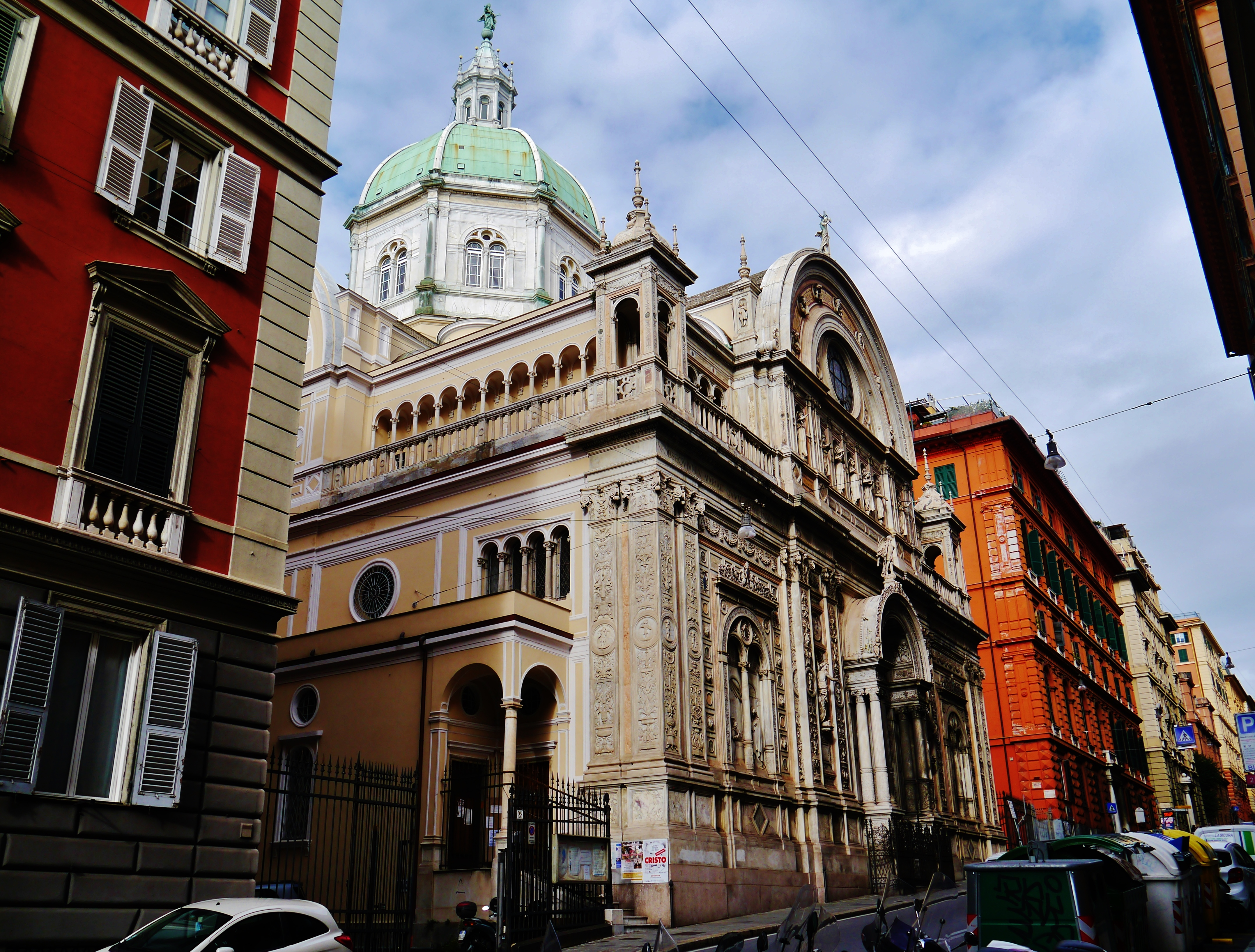
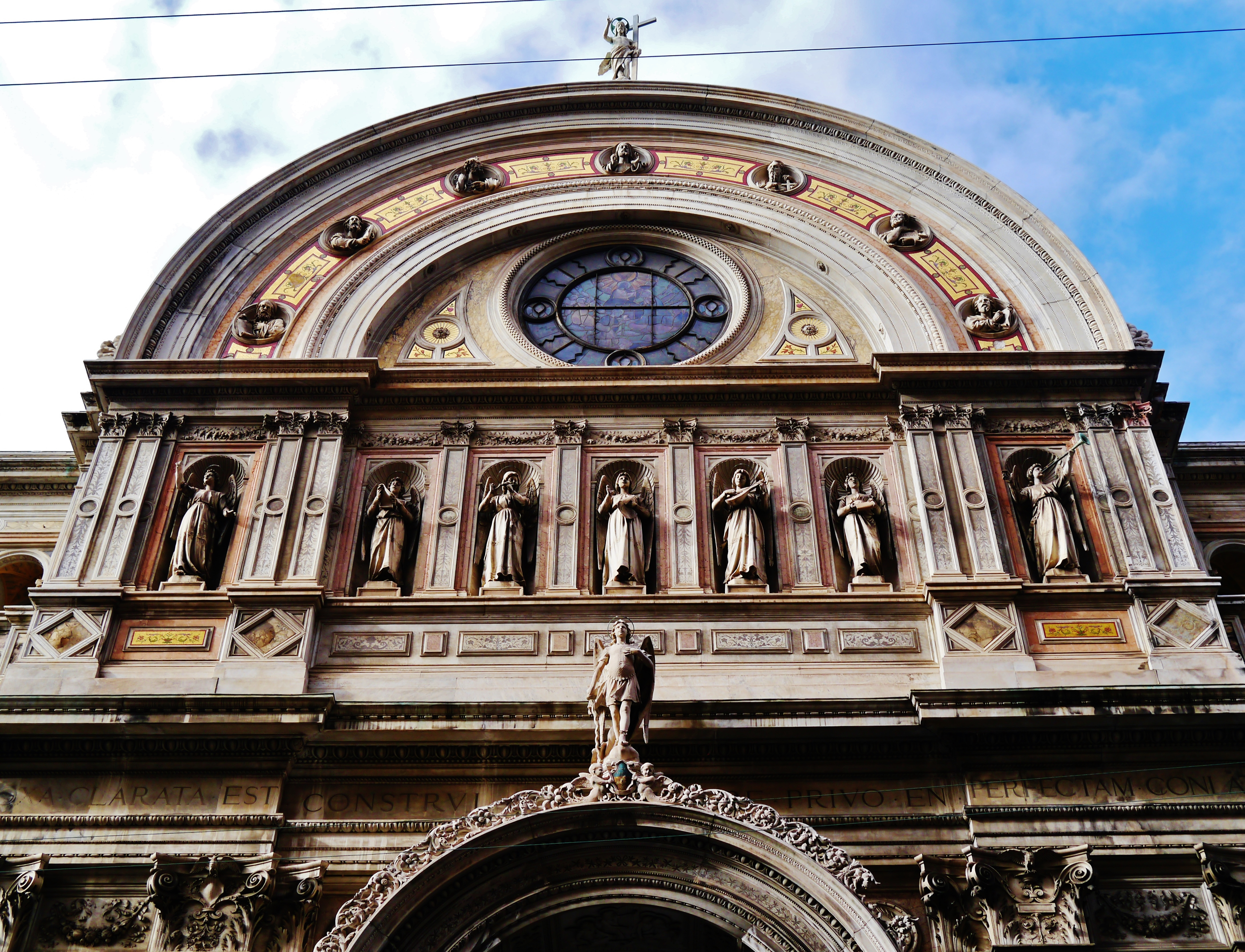
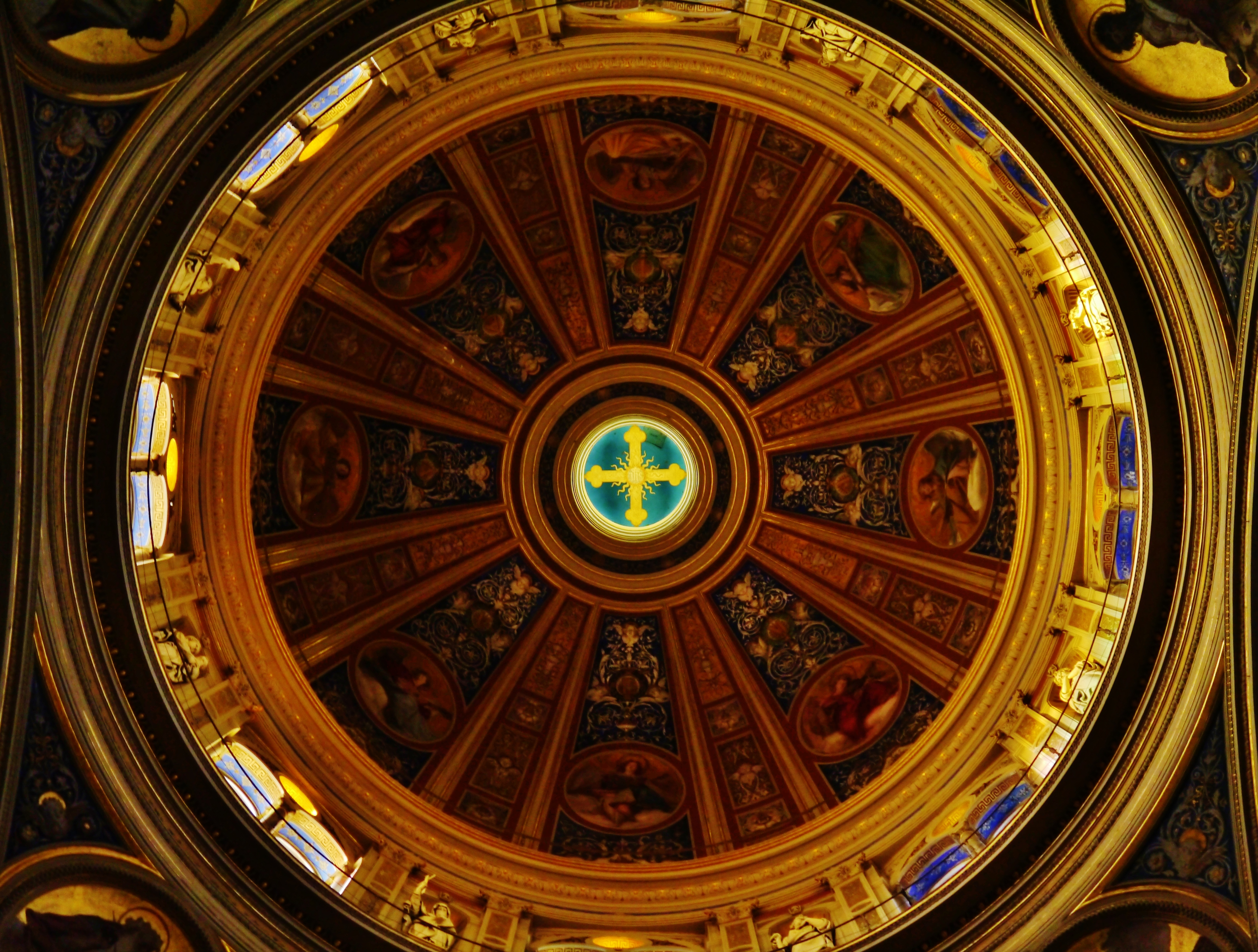
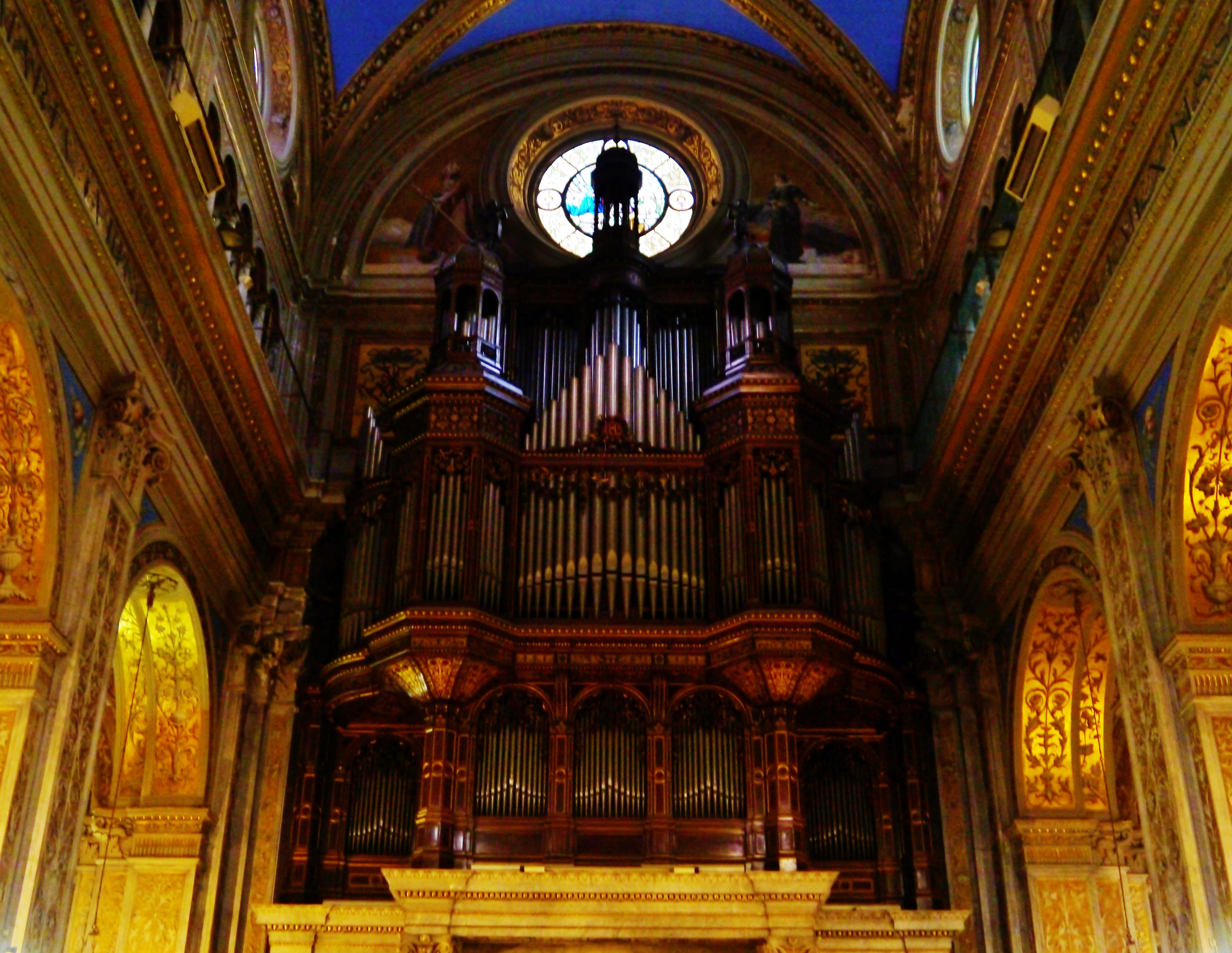